# Colnago Master

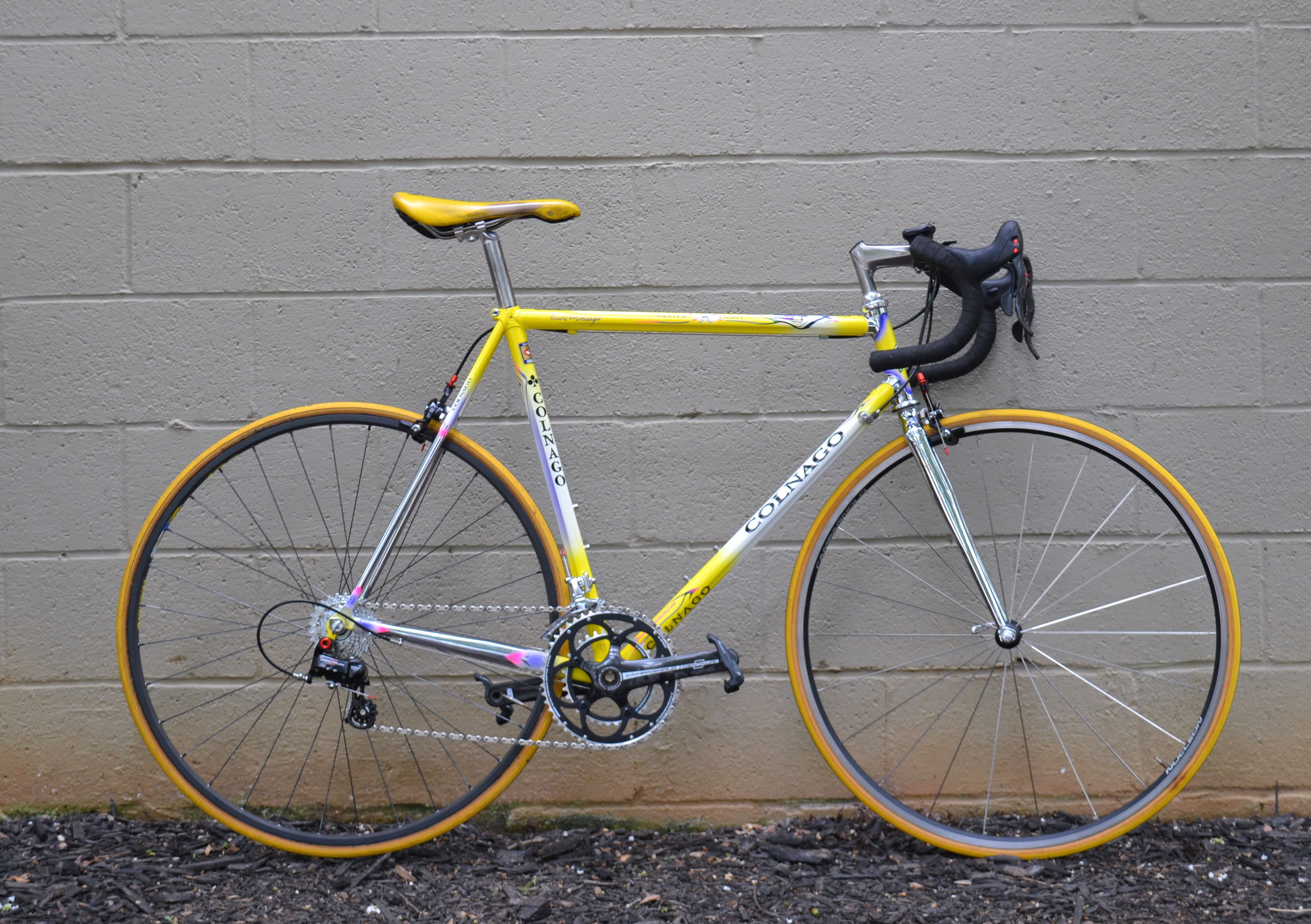
Colnago Master Campagnolo Centaur 10

Il Colnago Master è un telaio per bici da corsa prodotto dalla Colnago a partire dal 1983.
Si tratta di un telaio che ha siglato nel mondo del ciclismo un passaggio epocale, grazie a particolari innovazioni fra cui la sezione sagomata del tubo che dunque non era più circolare. Questa sagoma, che veniva conferita a speciali tubazioni trafilate a freddo, è anche celebre come profilo stellare "S4" Gilcodesign progettato e costruito in esclusiva per Colnago.

## Storia e descrizione
Il telaio Master nacque dalla precisa intenzione di Ernesto Colnago di realizzare un prodotto di altissima gamma e totalmente innovativo, che potesse rappresentare la Colnago stessa anche simbolicamente; pensando inizialmente a una sezione che richiamasse il celebre marchio del trifoglio che caratterizzava le sue biciclette.
Il progetto fu sviluppato da Gilberto Colombo, che negli stessi anni stava sperimentando, in stretto rapporto con l'acciaieria Aubert & Duval, le potenzialità di un nuovo acciaio microlegato: l'SCV, da cui nacquero i performanti tubi trafilati a freddo chiamati 15CDV6, poi prodotti a lungo in esclusiva dall'azienda di Colombo, la Trafiltubi srl, la quale produceva anche tubi sagomati su nelle più varie forme, nonché a spessore differenziato (fra le sue innovazioni Colombo aveva anche messo a punto una macchina, la trafila oleodinamica battezzata "T15", in grado di conferire al tubo diversi spessori). Questi tubi, presentando diversi spessori sulla lunghezza, come è noto, consentono di alleggerire il peso del telaio finito garantendone la sicurezza.
Colombo mise a punto espressamente per Colnago un tubo a sezione sagomata, e a spessore differenziato, che chiamò S4 (o "profilo stellare"), firmato Gilcodesign; studiò inoltre il primo modello del telaio Master e le sue varianti fino al 1987. Per la versione Master Pista (1985) sempre Colombo concepì un'interessante innovazione che riguardava lo sterzo: l'articolazione era racchiusa in una "cartuccia" che si montava sul cannotto dal basso, conferendo all'insieme particolare qualità estetiche.  
La qualità del telaio si realizzava pienamente anche grazie alla qualità dei materiali impiegati: il 25CrMo4 (ad alto tenore di cromo) e (purtroppo solo per le serie realizzate negli anni 1985 e 1986) il già citato 15CDV6 al cromo e vanadio, due materiali che rappresentano ancora oggi i migliori acciai microlegati per telai alto-resistenziali non inossidabili (sul fronte dei materiali inossidabili le altissime prestazioni del 15CDV6 furono raggiunte solo molti anni dopo con l'HinoxTube®, coperto da brevetto e anch'esso messo a punto nella Trafiltubi).
L'insieme di tutti questi elementi fece del Master un prodotto inarrivabile che subito, nello stesso anno della sua nascita, fu portato alla vittoria da Giuseppe Saronni al Giro d'Italia.
Fu il primo successo di un telaio che tutt'oggi mantiene fieramente il proprio posto fra le migliori tecnologie per bicicletta del mondo.
Da un altro progetto Gilcodesign nel 1985 nacque anche la Master Dual (1987), dotata di un telaio con doppia tubazione in tutti i tubi del triangolo. Si trattava però di un progetto "gemellato" alla Master più per il nome che gli fu dato, che non per gli aspetti tecnici, in quanto la tipologia di tubazione è nettamente diversa. Questa idea venne anche sviluppata dalla Colnago per realizzare la Carbitubo in fibra di carbonio, con doppio tubo diagonale.
Il progetto originario a tubazione stellare firmato da Gilberto Colombo è tuttora nel catalogo Colnago. 
Nel corso degli anni ha subito varie modificazioni ma rimane il top di gamma per i telai in acciaio della casa di Cambiago.
Nel modello 2007 i foderi alti del carro posteriore sono in fibra di carbonio mentre nel modello 2008 sono tornati in acciaio.
In tutte le sue varianti si può ritenere un prodotto di culto che alimenta tutt'oggi anche un notevole mercato vintage.